# De avonturen van Urbanus
De avonturen van Urbanus of kortweg Urbanus is een Belgische komische stripreeks rond de fictieve jeugd van de Vlaamse komiek Urbanus, die 40 jaar liep van 1982 tot 2022. Willy Linthout en Urbanus zelf maakten samen de scenario's, terwijl de reeks door Linthout getekend werd. Het is de langst lopende en meest succesrijke vedettestrip in Vlaanderen, die ook in Nederland goed verkoopt.
De reeks werd bedacht door Linthout. Het eerste album, Het fritkotmysterie, maakte hij alleen, maar Urbanus gaf zijn akkoord toen Linthout hem het voorstel voor de strip deed. Urbanus speelde zelf al enkele jaren met het gedacht om een strip op te zetten rond zijn podiumpersonage. Urbanus vond echter dat het personage in de strip niet goed aansloot bij dat van op het podium. Daarom begon hij vanaf album twee mee te werken aan de reeks.

## Setting
De reeks draait rond Urbanus (voorgesteld als een jongetje met een baard), zijn ouders Cesar en Eufrazie en hun huisdieren Amedee de vlieg en Nabuko Donosor de tweedelige hond. Alle verhalen spelen zich af in het dorp Tollembeek in het Pajottenland, waar Urbanus in het echte leven ook woont. Veel scenario's zijn erg bizar en zitten vol kolder, onderbroekenlol en verwijzingen naar populaire jeugdcultuur en Vlaamse media. Typische plots draaien rond Urbanus die het ganse dorp om de tuin probeert te leiden of in een netelige situatie verzeild raakt en zich daaruit dient te bevrijden.

## Personages

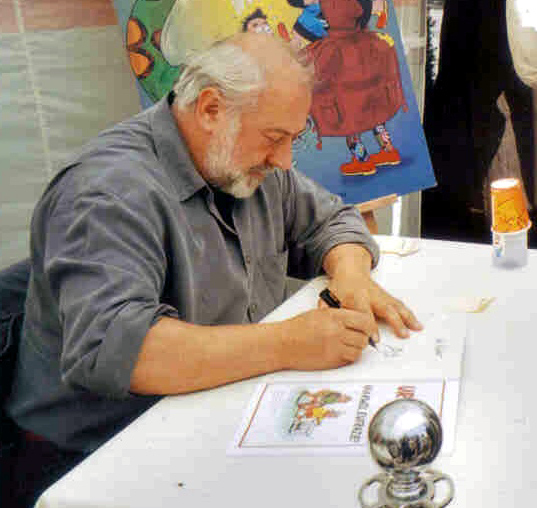
Urbanus signeert strips in Bobbejaanland (2004)

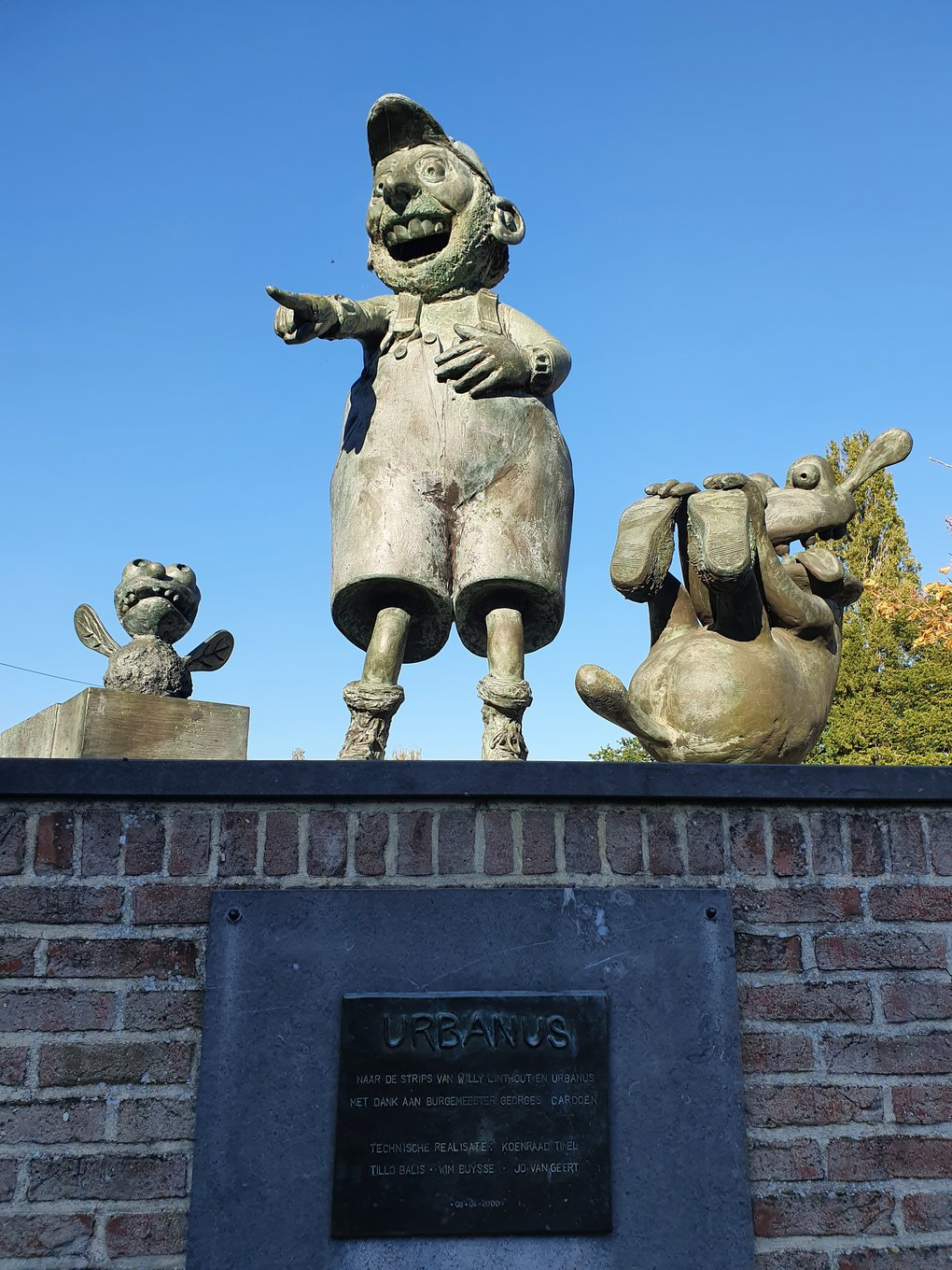
Standbeeld in Tollembeek van de stripfiguren Amedee, Urbanus en Nabuko Donosor

De hoofdpersonages van het stripreeks zijn de leden van Urbanus' gezin, met name:
- Urbanus zelf, in de eerste drie albums 30 jaar oud en daarna een kwajongen van elf jaar.[4] Hij gaat nog naar school in het eerste studiejaar waarin hij al járen vertoeft omdat hij nooit slaagt voor zijn examens, maar draagt ook al een baard die hij al heeft sinds zijn geboorte. Hij haalt altijd kwajongensstreken uit, loopt voortdurend achter de vrouwen en is een geldwolf.
- Cesar, Urbanus' vader. Hij houdt zich voornamelijk bezig met pijp roken, bier drinken, overspel plegen, vrijen met Eufrazie en de Gazet van Tollembeek lezen en tv kijken. Hij is uitermate simpel, lichtgeraakt en te lui om te gaan werken. "Café bij Wieske" is zijn vaste stamcafé, hij passeert al eens bij de prostituée Wulpse Zulma, en hij is ook duivenmelker.
- Eufrazie, Urbanus' moeder. Eufrazie is een katholieke huisvrouw die samen met Stanske en Netteke naar de kerk gaat en zich door Cesar laat domineren. Ze is het vroomste en sympathiekste personage in de strip. In haar vrije tijd houdt zij zich vooral bezig met breien en Mariabeeldjes afstoffen. In album 51, "Vaarwel, Eufrazie!" komt ze om het leven en speelt daarna zes albums niet mee. In album 58, "Een Eufrazie te veel", keert ze terug.
- Nabuko Donosor, een hond-achtige hittentit, waarvan de naam gebaseerd is op de Babylonische koning Nabucodonosor. Nabuko bestaat in feite uit twee delen, Nabuko en Donosor, want de bovenste helft van hem zweeft in de lucht. Dit wordt verklaard door het feit dat zijn moeder tijdens de zwangerschap tussen een fabriekspoort geklemd werd. Hij heeft een tweelingzus Nabuka, maar deze heeft geen bovenkant omdat ze er niet is door geraakt tijdens de bevalling. Zelf is ze in een bepaald album zwanger geworden van 42 puppy's. Later is de eerste Nabuko Donosor verpopt tot een mens en vanaf dat album speelt Nabuka mee, maar deze heeft geslachtsverandering ondergaan en sindsdien spreekt men terug van Nabuko Donosor. In album 136, "De Killerkok", wordt de onderkant (Donosor) vermoord door een kannibalistische kok, Piet Luysenfluit. Donosor wordt nadien (onbewust) opgegeten door de rest van de familie Urbanus. De bovenkant, Nabuko, kunnen ze echter nog op tijd redden. Na dit album wordt Nabuko niet meer vermeld totdat in album 139, "De Ghostprutsers gaan verder", het achterwerk van Donosor, genaamd Osor, terugkeert en verteld wordt dat van Nabuko niets meer overblijft. Echter, in album 142, de Teerputten van Tollembeek, keert Nabuko Donosor weer helemaal gezond terug.
- Amedee, een sprekende vlieg en veruit het intelligentste personage in de gehele strip. In het eerste album "Het fritkotmysterie" wordt hij geërfd van nonkel Fillemon. Hij mag dan in de baard van Urbanus komen wonen. Hij vindt meestal dingen uit die in de verhalen van pas komen of helpt Urbanus met zijn huiswerk. Hij heeft voor ingenieur gestudeerd.
- Nonkel Fillemon, de stinkend rijke nonkel van Urbanus. Hij is multimiljardair en nogal een vrouwenzot. Hij is een eeuwig zieltogend personage en is meerdere malen overleden gedurende de reeks. Urbanus komt daarop steeds zijn geld aftroggelen. Uiteindelijk overlijdt hij in album 100 op 99-jarige leeftijd (1904-2003) en wordt nadien gekloond. Hij overleeft nu in een grote visbokaal en is zijn fortuin kwijt. Later in Herman en Hermien is zijn oorspronkelijke hart teruggevonden, wat geschonken is aan Hermien, omdat hij de enige was met haar bloedgroep.

### Nevenpersonages

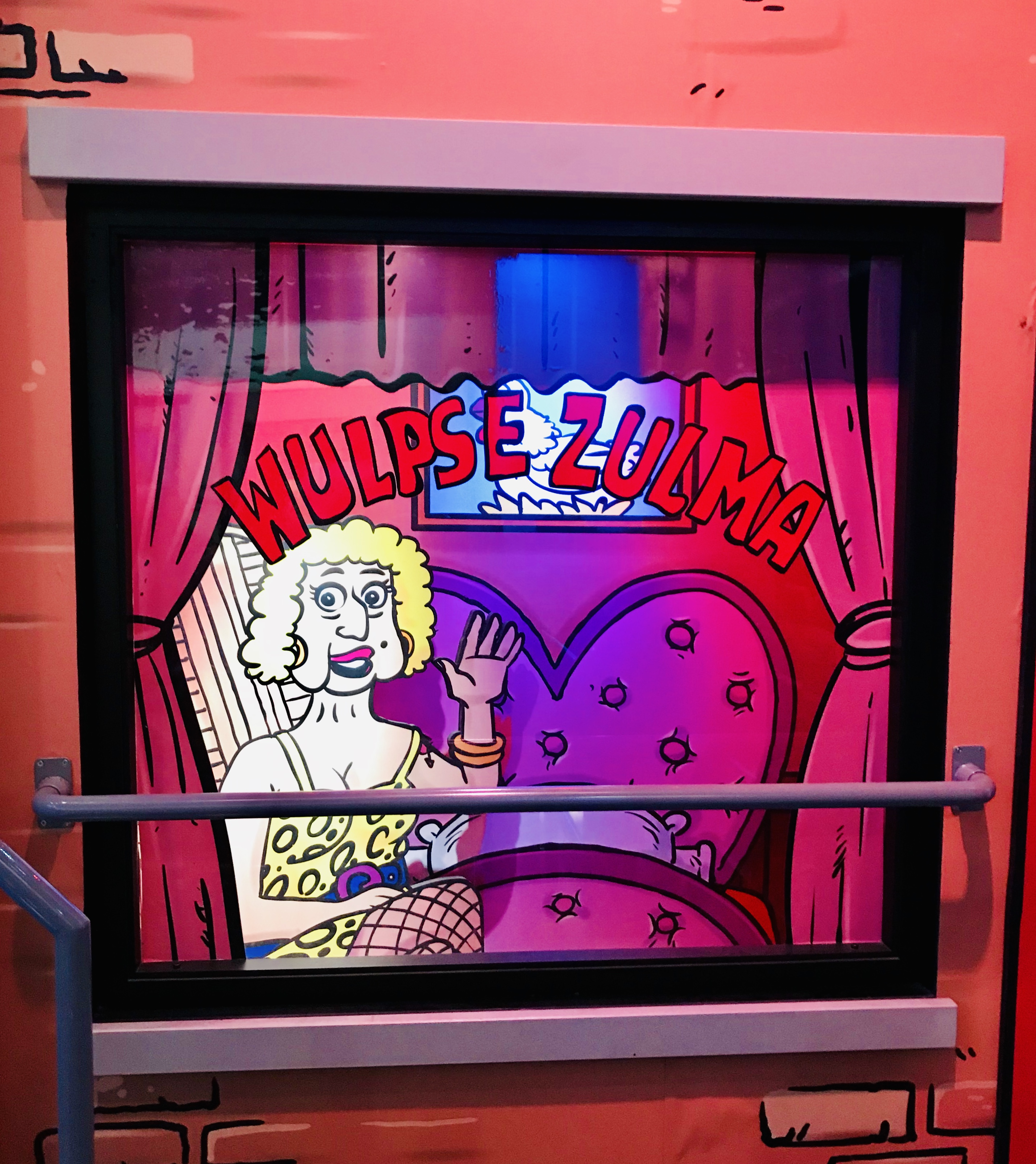
Wulpse Zulma in het Comics Station in Antwerpen.

Inwoners van Tollembeek die geregeld opduiken in de reeks.
- De hittentitten, rare mens/dier-achtige wezentjes die voorkomen in de strips De lapjesman, De hittentitten, Het ei van Urbei en De teerputten van Tollembeek.
- Anatool, de goudvis van Urbanus. Is vaak op de achtergrond te zien.
- Wieske, het varken van Urbanus. Heeft ooit 108 biggetjes gekregen van de American Gigolo van Wingene.
- Netteke, oude dorpsvrouw en een van de beste vriendinnen van Eufrazie en Stanske. Is, net als Eufrazie heel gelovig.
- Wulpse Zulma, de dorpshoer. Heeft veel klanten, onder andere Cesar, Jef Patat, maar ook Meester Kweepeer en zelfs Meneer Pastoor.
- René en Modest, twee niet al te snuggere politieagenten die Urbanus voortdurend proberen te pakken krijgen bij al zijn kattenkwaad. Meestal zien ze kleine zaken als een zware misdaad terwijl ze echte criminaliteit vaak links laten liggen, vaak in het nadeel van Urbanus. Ze hebben de gewoonte met hun gummiknuppels elke verdachte te slaan.
- Jef Patat, schooier die onder een brug woont en iedereen voortdurend oplicht. Hij is een oerlelijke, vulgaire dikzak die zich in het criminele milieu beweegt. Vaak vervult hij de rol van antagonist in de reeks. Hij is gebaseerd op Jef Meert, de oprichter van Uitgeverij Loempia, met wie Urbanus en Linthout een goede verstandhouding hadden.[3]
- Meester Vladimir Kweepeer, Urbanus' schoolmeester. Hij heeft een hekel aan Urbanus, is enorm streng en terroriseert zijn leerlingen. Ook is hij al 25 jaar getrouwd met Isabel Van Den Borre, toch heimelijk verliefd op juffrouw Pussy. Hij heeft een broer, Sander, en een zus.
- Meneer Pastoor, de pastoor van het dorp die graag miswijn drinkt en zich niet altijd aan het celibaat houdt. Hij zit vaak op café met Cesar en is een vrouwenzot. In het stripalbum Het geheim van de Pastoor wordt onthuld dat hij geen echte pastoor is, maar per ongeluk voor de pastoor werd aangezien toen hij uit de trein stapte waar de pastoor van Tollembeek in 1958 zou uitstappen. Het welkomstcomité van Tollembeek  vroeg hem of hij mijnheer pastoor was. Hij zei toen ja, want zijn naam is Remi Jean-Jacques Pastoor. De echte pastoor zat toen in de trein op het toilet opgesloten.
- Juffrouw Pussy, de knappe juffrouw van de Tollembeekse kleuterschool en stagiairevervangster in de klasgroep van Urbanus. Deze is hartstochtelijk verliefd op haar en ziet haar als een lustobject. Ook Directeur Bombast en Meester Kweepeer adoreren haar.
- Dikke Herman, de zoon van de oud-burgemeester bij wie Urbanus in de klas zit. Hij is te herkennen aan een grote bril, enorme tanden en gigantische blonde kuif. Urbanus en hij halen vaak venijnige streken met of tegen elkaar uit. Daar waar bij dikke Herman de blonde kuif bovenop zijn hoofd zit, hangt deze bij zijn vader onderaan zijn kin en is dus zijn baard.
- Het Negerke, een zwart Afrikaantje dat ook bij Urbanus in de klas zit. Zijn echte naam is Botswana.
- Pinnekeshaar, een klasgenootje van Urbanus met pinnekeshaar. Zijn naam is gebaseerd op een soortgelijk personage uit de stripreeks Robbedoes.
- Stef, Staf en Stylo, drie boeven die voortdurend de bank van Tollembeek overvallen en de rest van de tijd in de gevangenis zitten of in aanraking komen met Urbanus. Net als de Daltons verschillen ze allemaal qua hoogte.
- Professor Schrikmerg, maniakale dokter die mensonvriendelijke wetenschappelijke beproevingen uittest, onder andere op Urbanus. Hij is een van de grootste vijanden in de strip.
- Koning Boudewijn en zijn vrouw Fabiola komen ook vaak in de eerste albums voor. Hij wordt steevast met grijnzende glimlach voorgesteld in militair uniform, korte broek en met een veel te grote generaalspet. In het album De geboorte van Urbanus wordt hij zelfs dooppeter van Urbanus.
- Eddy Wally, de beroemde zanger, speelt in de eerste albums van Urbanus vaak mee, waaronder Het fritkotmysterie waarin hij met Urbanus moet trouwen. Hij wordt voorgesteld als een klein mannetje met een grote hoge hoed en veel kapsones. In Radio Salami wil hij samen met Urbanus een vrije radio, een piratenzender, maken, maar als Urbanus weigert Wally's liedjes te draaien, krijgen ze ruzie.
- De burgemeester van Tollembeek, een struis mannetje met een ouderwetse bolhoed, een ouderwets pak en een sjerp. Komt in vroegere albums vaak voor maar is ondertussen vervangen door een andere burgemeester, en later door een Japanse keizerin.
- Dees Diamant, een dief. Hij zit vaak in de gevangenis van René en Modest.
- Andrée en Andreè, twee dieven die ook in de cel bij René en Modest zitten.
- Eugène, de valse ex-butler van nonkel Fillemon. Hij is lid van de orde van de Dikkenekken. Hij is op het verkeerde pad geraakt en gaat met het fortuin van nonkel Fillemon aan de haal. Daarmee begint hij een drugsbende en in plaats van aan de maffiabonzen hun deel te geven, houdt hij het voor zichzelf. Daarna duikt hij onder in de riolen van Tollembeek. Daar stroomt een geel product dat het chemisch bedrijf Testosteron met zekere regelmaat loost. Eugene en zijn handlangers zijn besmet door de gele vloeistof en daarna begint het verrattingsproces: langzaam veranderden ze in ratten. Hij sterft uiteindelijk, nadat hij werd neergeschoten door pelsjager Jef Patat.
- Werther Vander Sarren, de buitenechtelijke zoon van Cesar en Gaby Van Der Sarren. Het personage is gebaseerd op Urbanus' sidekick in zijn televisieseries.
- Gaby Van Der Sarren, moeder van Werther Vander Sarren en ooit was ze de minnares van Cesar, Werthers vader.
- Minister Leon van Nutteloze Zaken, een minister die in louche zaakjes betrokken is en bijtijds in contact komt met Urbanus.
- God Devader zelf, voorgesteld als een nogal opvliegende oude bebaarde man die een hekel aan Urbanus heeft gekregen nadat deze hem meerdere malen voor de gek had gehouden. Hij heeft een vrouw, God Demoeder, en 2 kinderen: God Dezoon en God Dedochter.
- Tist Zwakattack, de stalker van Eufrazie.
- Oktaviëtte, Urbanus' overleden vrouw. Ze woont thans in de hemel met hun dochter en zoon, Urbaniëtte en Urboemba. Omdat Oktaviëtte zwanger was toen ze stierf, werd Urbaniëtte in de hemel geboren. Urboemba werd gemaakt toen Oktaviëtte eens op bezoek mocht komen naar de aarde. Daar had ze seks met een met schoensmeer bedekte Urbanus, waardoor Urboemba als een zwart kindje geboren werd. Urbaniëtteke is aan haar naam gekomen als compromis tussen Urbanus en Oktaviëtteke, maar van Urboemba is niet bekend of hij 100% van Urbanus is.
- Sinte-Pieter, portier van de hemel en rechterhand van God Devader.
- Ed Leviud, een duivel waarmee al Urbanus tweemaal in aanraking is gekomen.
- Moeder Maria, het Onze-Lieve-Vrouwebeeldje van de Heilige Maagd van Eufrazie heeft in sommige verhalen een grote rol. Soms komt ze zelfs even tot leven. Ze zit onder een stolp die Eufrazie regelmatig poetst.
- Jean Yves De Saint Cartouche, de vijand van Urbanus. Rijkeluiszoontje dat in eerste instantie er genoegen in heeft gedrag van klasgenootjes te verklikken. Later raakt hij zelf op het verkeerde pad. Na een tragisch ongeval is Oktaviëtte met hem in het huwelijk getreden. Nadat hij haar mishandelde en onderdrukte, kwam ze om het leven toen ze in een vat kokend frietvet viel na een wanhoopspoging om Urbanus het leven te redden. Daarna raakt hij steeds verder aan lager wal en komt hij uiteindelijk ook te overlijden na het eten van radioactief afval. Daarna is Jean Yves een duivel in de hel geworden.
- Frans, de uitbater van café "Bij Wieske". Dit is het dorpscafé van Tollembeek waar onder andere Cesar, Jef Patat, Meneer Pastoor en Meester Kweepeer de vaste tooghangers zijn. In album 20 heette het café nog "Café bij Frans". Achter het café is een zaaltje dat gebruikt wordt als er iets te doen valt in het dorp. Naast het café ligt het hoerenkot van Wulpse Zulma.
- Bakker Adolf, een Tollembeekse bakker en die een hekel heeft aan Urbanus. Zijn koopwaar is doorgaans van bedenkelijke kwaliteit. Zijn naam, karakter en uiterlijk (vooral zijn snorretje) zijn afgeleid van Adolf Hitler. Hij en zijn vrouw zijn grote fans van Eddy Wally. In Snoeperdepoep wordt hij door Urbanus' schuld in een instelling opgesloten waarna zijn vrouw naar haar moeder teruggaat.
- Barones Pif de Zwif, de adellijke en Franstalige barones van Tollembeek. Ze is heel rijk en heeft een grote pruik (pêruque) op. Ze is getrouwd met de ex-schooldirecteur en heeft een butler. Haar eerste hondje heet Fifi en haar tweede Foufou. Op dit moment is ze ingegoten in plexiglas.
- Dokter Eugène Kattenbakvulling, de plaatselijke dokter van Tollembeek. Hij heeft altijd zijn tas met instrumenten bij zich. Zijn specialiteit is geslachtsverandering bij dieren.
- Meester Seppe Bombast, gaf eerst in het 2de leerjaar van de Tollembeekse dorpsschool les en werd later gepromoveerd tot directeur van de gemeenteschool van Tollembeek. Hij heeft een oogje op juf Pussy en is voor zijn leerlingen nog een grotere bruut dan Kweepeer.
- Hermien, het lief van de Herman en de eigenares van het fortuin van nonkel Fillemon. Inmiddels is het uit met Herman en is ze weggegaan.
- Jeanneke, de 4de trouwe parochiaan van Tollembeek. Samen met Eufrazie, Netteke en Stanske zit ze eveneens in de vrouwengilde. Ze heeft een klein kruidenierswinkeltje.
- Urbaniëtteke, De dochter van Urbanus en de kleindochter van Cesar en Eufrazie. Ze moest naar de hemel omdat Oktaviëtteke haar te hard miste en anders de wereld zou overspoelen met haar tranen.
- Trijntje Pot, Hollandse lesbo die een oogje op Eufrazie heeft. In de strip "Het rattenkamertje" wordt Eufrazie bijna verliefd op Trijntje.
- Prinses Frigolitta, Japanse prinses. Wordt nog burgemeester van Tollembeek. Haar vader pleegt in de strip "Wieske valt van haar suuske" harakoekoek. (Harakiri maar dan met een koekoeksklok die je inslikt).
- Sissodor, Boa constrictor van Urbanus. Hij diende als nieuw huisdier toen Cesar Nabuko per ongeluk begraven had.
- Oma Tettemie, De tirannieke moeder van Cesar. Ze was een prostituee en zat jarenlang vast in een patrijspoort van een schip. Eens ze vrij was vele jaren later komt ze bij de familie Urbanus inwonen, en hun op allerlei manieren folteren.
- Çois, De biologische vader van Cesar.

## Stijl
Er worden in de reeks bewust Vlaamse dialectuitdrukkingen gebruikt. Deze worden meestal met een asterisk onderaan het prentje op hilarische wijze letterlijk naar het Nederlands vertaald. (bijvoorbeeld: Iemand spreekt ergens van "pollekes". Hier wordt dan een asterisk bijgezet en onder het prentje wordt dan een "vertaling" geschreven in de trant van "Voor de Hollanders: Kinderhandjes". Een tweede voorbeeld is "Onbevlekte ontvangenis", vertaald door "Bevruchting zonder te morsen"). Een ander taalkundig kenmerk is dat zinnen nooit op een punt eindigen, maar altijd op een of meer uitroeptekens, een vraagteken of een beletselteken.
Het taalgebruik en het gedrag van de personages getuigen van cynisme en blasfemie; de reeks heeft van het neerhalen van traditionele ethische conventies immers een handelsmerk gemaakt. Zo heet in een van de strips een bejaardentehuis Opgeruimd staat netjes en geneert de dorpspriester zich niet om voor een weddenschap zijn achterwerk te ontbloten. Ook priesters, schoolmeesters, politieagenten en God worden voorgesteld als hypocriete, opportunistische vrouwengekken en dronkenlappen.
De tekenstijl van de reeks is bewust naïef gehouden en qua sfeer, humor en eenvoud geïnspireerd door de strips van Marc Sleen. Er zijn meer dan 150 albums uitgebracht (2012). De Albums 1 tot en met 12 verschenen oorspronkelijk monochroom met afwisselend twee pagina's donkerbruine en twee pagina's donkerblauwe inkt, vanaf nummer 13 (Radio Salami) werden de albums in kleur uitgebracht.

## Tijdlijn
- 10 november 1982: De eerste Urbanusstrip wordt getekend.
- 16 december 1982: Willy Linthout en Jef Meert beginnen een nieuwe uitgeverij, Uitgeverij Loempia.
- 27 januari 1983: Willy Linthout brengt een bezoek aan Urbanus.
- 4 februari 1983: Willy Linthout, Jef Meert en Urbanus zijn contractueel overeengekomen om een Urbanusstrip te maken.
- 10 augustus 1983: Het Frietkotmysterie, de eerste strip in de collectie, wordt op de markt gebracht.
- 6 februari 1988: Urbanus en Linthout sluiten een contract af voor merchandising bij Brantano.
  - 3 maart 1988: Linthout gaat met Brantano naar Taiwan om de productie te starten.
  - 10 mei 1988: De merchandising wordt op de markt gebracht.
- 1 mei 1993: Op de verjaardag van Linthout brengt deze het vijftigste album op de markt. Er wordt hiervoor een groot feest gegeven in Galmaarden.
- 10 juni 1995: In samenwerking met Fox wordt er een pilotaflevering gemaakt voor een Urbanustekenfilm.
  - 2 december 1995: "Het Lustige Kapoentje", de eerste tekenfilm van Urbanus, is op de markt gebracht.
- 25 april 1996: Na het opdoeken van Uitgeverij Loempia wordt de strip overgenomen door de Standaard Uitgeverij.
  - 16 mei 1996: De eerste strip, gepubliceerd door de Standaard Uitgeverij, verschijnt.
- 20 juni 1997: Willy Linthout, Urbanus en Merho werken samen aan een nieuwe strip.
  - 11 december 1997: Kiekebanus ziet het daglicht en haalt een verkoop van meer dan 100.000 exemplaren.
- 22 april 1998: Linthout en Urbanus bezoeken Genval om daar gesprekken te voeren over merchandising. Echter brengt het niks op.
- 8 april 2000: In Tollembeek wordt een 400 kg zwaar standbeeld van Urbanus, samen met kompanen Amedee en Nabuko Donosor onthuld. Deze huldiging, stipt om 18:02 uur, ging gepaard met het uitdelen van 500 gesigneerde exemplaren van Urbanusstrip 81, nl. "Het Bronzen Broekventje".
- 7 juli 2001: Urbanus krijgt een standbeeld op de zeedijk in Middelkerke. Het standbeeld werd ontworpen door Luc Cauwenberghs en werd geplaatst, omdat Linthout en Urbanus in 2000 de prijs van het gouden potlood gewonnen hebben.
- Sinds maart 2011 heeft César ook zijn eigen bier Cesar, een blonde tripel.
- In 2017 werd in Antwerpen het indoorpretpark Comics Station geopend. Het werd gethematiseerd naar 6 verschillende Belgische stripreeksen waaronder Urbanus. Het heeft daar ook een eigen themazone.
- Op 26 oktober 2022 verscheen album nummer 201, genaamd Het Allerlaatste Album, dat het einde betekende van de stripreeks.[5]

## Lijst van stripalbums
Zie Lijst van albums van Urbanus voor een volledige lijst van stripalbums van Urbanus.

## Bewerkingen
In de jaren 90 verscheen er de korte film Het lustige kapoentje gebaseerd op het gelijknamige album.
In 2019 verscheen er de animatiefilm Urbanus: De vuilnisheld. Deze film is niet gebaseerd op een specifiek album.

## Cameo's in andere stripreeksen
- Urbanus komt voor in het Suske en Wiske-album De Krimson-crisis uit 1988. Dit is niet Urbanus als stripfiguur, maar Urbanus als artiest. Hij draagt hier het Mickey Mouse-hoofddeksel, waarmee hij ook te zien is in zijn theatershow Urbanus Live uit 1982.
- Het strippersonage Urbanus duikt ook op in het eerste album van de vedettestrip Jean-Pierre van Rossem: De Poenpakker (1991). In het album betrapt Van Rossem Urbanus met Goedele Liekens in de toiletten waar Goedele tevergeefs Urbanus seksueel tracht op te winden. Uiteindelijk besluit ze uit wanhoop met Van Rossem mee te gaan.
- Striptekenaar Merho (De Kiekeboes) maakte ooit samen met Willy Linthout en Urbanus een album waarin de personages van Kiekeboe en die uit de stripreeks Urbanus samen optreden: Kiekebanus (1996)
- César en Eufrazie hebben een klein cameo in het eerste album van De Geverniste Vernepelingskes (1998). Wanneer Urbanus en Jan Bosschaert door een betoging worden opgehouden zien we hen tussen de betogers staan. Eufrazie houdt een plakkaat vast waarop staat: "César is zijn plakkaat kwijt!"
- De personages uit de Urbanus-stripreeks komen ook voor in het album Het geheim van de kousenband (2001), waarin diverse striptekenaars hun personages laten optreden.
- Urbanus en co hebben ook een gastoptreden in het Kiekeboealbum Bij Fanny op schoot (2005).
- In het album Missie Middelkerke uit de stripreeks van Jommeke is het standbeeld van Urbanus, dat zicht bevindt op de zeedijk van Middelkerke, even te zien. (2017)